# 桜木駅 (静岡県)

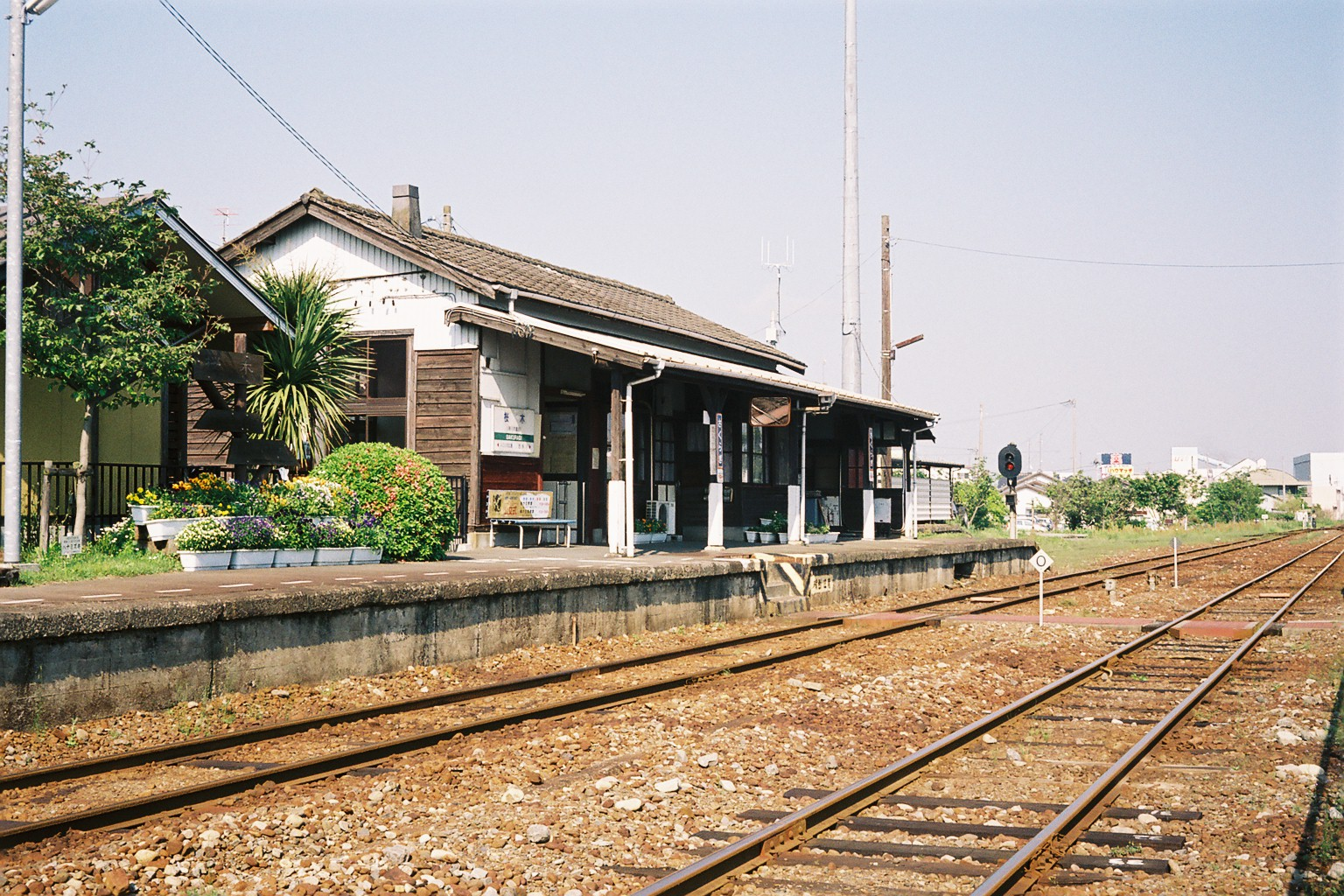
構内

桜木駅（さくらぎえき）は、静岡県掛川市富部（とんべ）にある天竜浜名湖鉄道天竜浜名湖線の駅である。「ヤマハピアノのふるさと」の副駅名がある。

## 歴史
- 1935年（昭和10年）4月17日：鉄道省二俣線掛川駅 - 遠江森駅間開通時に遠江桜木駅（とおとうみさくらぎえき）として開設[1]。一般駅[1]。
- 1971年（昭和46年）11月15日：貨物取扱廃止（旅客駅化）[1]。
- 1987年（昭和62年）3月15日：二俣線が第三セクター鉄道へ転換、天竜浜名湖鉄道の駅となる[1]。同時に桜木駅（さくらぎえき）に改称[1]。
- 2009年（平成21年）11月1日：無人駅化[2]。
- 2011年（平成23年）1月26日：駅舎（本屋）及び上りプラットホームが登録有形文化財として登録[3]。
- 2022年（令和4年）11月7日：ヤマハが駅名ネーミングライツを取得し、副駅名を付した「桜木（ヤマハピアノのふるさと）駅」とすることを発表。期間は2025年3月31日まで。

## 駅構造
相対式ホーム2面2線を有する地上駅。両ホームは構内踏切で連絡している。駅舎（本屋）及び駅舎に接する上り（掛川方面）プラットホームが国の登録有形文化財として登録されている。
無人駅。出口は駅舎の他、下り（天竜二俣方面）ホームから出られる（ヤマハ方面）。

### のりば
| のりば     | 路線          | 行先                 |
| ---------- | ------------- | -------------------- |
| （駅舎側） | ■天竜浜名湖線 | 掛川方面             |
| （反対側） | ■天竜浜名湖線 | 天竜二俣・新所原方面 |

## 利用状況
近年の1日平均乗車人員の推移は以下の通り。
| 乗車人員推移 | 乗車人員推移    |
| 年度         | 1日平均乗車人員 |
| ------------ | --------------- |
| 2008         | 147             |
| 2009         | 139             |
| 2010         | 127             |
| 2011         | 152             |
| 2012         | 156             |
| 2013         | 151             |
| 2014         | 155             |
| 2015         | 145             |
| 2016         | 161             |
| 2017         | 162             |
| 2018         | 158             |
| 2019         | 146             |

## 駅周辺
当駅は富部集落内にあり、駅北側には商店・飲食店等が数軒ある。当駅から原谷駅まで静岡県道40号掛川天竜線がほぼ並行して走る。駅南側200m先にはヤマハ工場が広がる。

### 駅舎側（北側・富部方面）
- 掛川市消防本部中央消防署西分署
- 掛川市立桜が丘中学校
- 富部区公会堂
- JA掛川市西部支店
- セリア掛川店
- 杏林堂掛川下垂木店
- スーパーセンターオークワ掛川店
- シロネコ（カフェ）
- 東方美食（中華料理）
- 魚処 粋（すい）
- お好み焼き安芸
- やまざき製菓舗（和菓子）
- クロックハウス（時計修理）
- パーフェクトリバティー教団掛川支所
- 世界救世教布教所

### 駅南側（岡津方面）
- 掛川市農業協同組合（JA掛川市）ライスセンター
- ヤマハ掛川工場
  - ヤマハハーモニープラザ
- ヤマハピアノテクニカルアカデミー
- ヤマハ発動機ヤマハテクニカルセンター
- ドーピー建設工業中部支店
- 東名岡津バス停：1.3km 徒歩16分

## 隣の駅
天竜浜名湖鉄道
■天竜浜名湖線
西掛川駅 - 桜木駅 - いこいの広場駅